# ۱۳۶۷ (قمری)
۱۳۶۷ (قمری)، هزار و سیصد و شصت و هفتمین سال در گاهشماری هجری قمری است. اول محرم این سال برابر با پانزدهم نوامبر سال ۱۹۴۷ میلادی است.